# جيسون بورن
جيسون بورن (بالإنجليزية: Jason Bourne)‏ هو شخصية خيالية ابتكرها الكاتب الأمريكي روبرت لودلم في ثلاثيته الروائية التي حملت عناوين The Bourne Identity (هوية بورن) و The Bourne Supremacy (سيادة بورن) وThe Bourne Ultimatum (إنذار بورن).
جسدت الشخصية تلفزيونياً أول مرة سنة 1988 في فيلم تلفزيوني، إلا أنها اشنهرت بشكل كبير عندما مثلها مات ديمون في سلسلة من الأفلام السينمائية.